# Al-Ya'qubi
Al-Yaʿqūbī, Ahmad b. Abī Yaʿqūb b. Jaʿfar b. Wahb b. Wadīh (... – 897), è stato uno storico e geografo arabo.
Visse in gioventù in Armenia, nella corte dei Tahiridi del Khorasan e dopo la loro caduta nell'873 si trasferì in Egitto, dove morì nell'897. 
Durante la sua permanenza nell'oriente islamico scrisse la sua opera più importante, l'al-Kāmīl fi taʾrīkh (La perfezione nella storia), primo esempio nella storiografia musulmana di storia universale.

## Struttura delTaʾrīkh
Il testo è diviso in due parti: la prima narra le vicende dei patriarchi d'Israele, del Messia e dei suoi Apostoli, dei re della Siria, di Assiri, Babilonesi, Indiani, Greci, Romani, Persiani, Turchi, Cinesi, Egiziani, Berberi, Abissini e degli Arabi preislamici; la seconda comincia dalla nascita del Profeta e tratta la storia del mondo islamico fino all'872, anno in cui lo scritto fu terminato.
Caratteristiche di quest'opera sono la cronologia "dinastica" (al posto di quella annalistica), in cui l'inizio di ogni regno è accompagnato dalla descrizione esatta delle costellazioni, anche se le fonti vengono utilizzate in maniera meno precisa rispetto al Taʾrīkh al-rusul wa l mulūk di Ṭabarī.
In alcuni passi del Taʾrīkh infine emerge con chiarezza la simpatia di al-Yaʿqūbī (che apparteneva alla shi‘a moderata) per le sorti alidi. Tuttavia il suo filo-sciismo non ha influenzato la sua opera tanto da renderla faziosa.
Altro elemento peculiare sono le frequenti citazioni della Bibbia ebraica (probabilmente consultata dall'autore in una traduzione in greco o siriaco) che si trovano nella prima parte. Nella seconda invece le informazioni riguardo alle usanze degli sciiti antichi sono un contributo unico nella storiografia islamica.
Il lavoro di al-Yaʿqūbī, assieme a quello di altri storici come Ṭabarī e Abu Hanifa al-Dinawari, è rappresentativo dell'"antagonismo politico e sociale del loro tempo", che vedeva un califfato consumato da contrasti interni (Omayyadi di al-Andalus, i reinos de ta'ifa del Nordafrica e i Tahiridi in Asia Centrale) e scosso dall'aperto scontro tra sunniti e sciiti.
Durante la sua permanenza in Egitto scrisse il Kitāb al-buldān (Libro dei paesi), opera geografica per la quale raccolse materiale letterario e interrogò di persona i viaggiatori.

Vengono descritte Baghdad, Samarra, l'Iran, l'Afghanistan, Kufa, Bassora e la penisola Araba; seguono l'India, la Cina, l'impero Bizantino, Siria, Egitto, Nubia, Maghreb e per ultimo il Khorasan.
Il suo stile semplice e l'attenzione per le questioni pratiche (ad esempio le distanze sono espresse in giorni di viaggio, e vengono spesso riportate le imposte vigenti nei luoghi descritti) hanno reso questo testo molto conosciuto e apprezzato dai viaggiatori arabi.
Il Taʾrīkh invece, per la sua brevità può essere considerato come un "compendio di storia nazionale per lo studio degli studenti", visto che le vicende non sono approfondite come in altri testi storici.

## Ascendenza da Wadīh
Nella sua storia universale, al-Ya'qubi (X sec.) afferma di essere pronipote di nome Wadīh, il liberto affrancato dal califfo della dinastia abbaside al-Mansur.
Fu inizialmente proposta un'identificazione con Wādith-al-Maskin, uno schiavo liberato da al-Mansuri e preposto al servizio postale (al-Barīd) dell'Egitto, del quale per un breve periodo fu governatore nell'anno 779. 

Descritto nelle cronache come un servitore infedele (rāfidī khabīth), e coinvolto nella fuga in Maghreb del ribelle politico Idris bin 'Abdallah, fu condannato a morte dal califfo e fatto giustiziare nel 786 d.C.. Dimostratosi che era un eunuco (khasi), l'ipotesi della discendenza dall'antenato di Al-Ya'qubi, la cui identificazione rimane incerta.